# Hørsholm
Hørsholm je město v regionu Hovedstaden v severní části ostrova Sjælland na břehu úžiny Øresund ve východním Dánsku. Nachází se 25 km severně od Kodaně na území stejnojmenné obce a zasahuje i do sousedních obcí Fredensborg-Humlebæk and Rudersdal. Stejnojmenná obec zaujímá plochu 31 km² a má 24 197 obyvatel (2008).

## Sport
Ve městě hraje velké množství hokejových klubů. Mezi ty nejznámější patří:
- Rungsted Seier Capital